# 말 수 있는 디스플레이
말 수 있는 디스플레이(영어: rollable display 롤러블 디스플레이[*])는 두루마리로 말 수 있는 디스플레이 장치이다. 그렇기 때문에 장치 자체보다 큰 디스플레이가 가능한 제품도 있다. 두루마리 디스플레이라고도 한다. 전자종이 디스플레이는 이잉크 주식회사가 개발했고, 독립적으로 시픽스 이머징도 개발했다. 시픽스 이머징 사는 롤투롤 제조를 사용하여 상용 전자종이 마이크로업을 생산한다. 2006년 소비가전 전시회에서 폴리머비전은 초기 시제품으로 말 수 있는 디스플레이를 전시했다. 이 제품의 화면은 추가전력없이 몇달동안 유지될 수 있다. 2007년에 폴러미비전은 바르셀로나의 3GSM 협의회로부터 유명한 이노베이션 상을 받았다. 2008년에 폴리머비전은 이잉크 기술을 적용하여 제작한 5 인치, 320 x 240 화소 해상도를 지닌 말 수 있는 디스플레이 "리디어스" (Readius)를 출시할 것이다.

## 같이 보기
- 플렉서블 디스플레이